# Garraf
Garraf là một comarca (hạt) của tỉnh Barcelona, Catalonia, Tây Ban Nha.

## Các đô thị
- Canyelles - 3.127
- Cubelles - 10.617
- Olivella - 2.179
- Sant Pere de Ribes - 26.108
- Sitges - 24.470
- Vilanova i la Geltrú - 61.427